# 中国青年五四奖章
中国青年五四奖章是中国共产主义青年团中央委员会和中华全国青年联合会授予中华人民共和国青年的最高荣誉。1997年首次颁授。